# Gehrenspitze
Gehrenspitze – szczyt w Alpach Algawskich, części Alp Bawarskich. Leży w Austrii (Tyrol), przy granicy z Niemcami (Bawaria). Leży na zachód od Kellenspitze.